# The Playlist
The Playlist är en dramadokumentär-miniserie från 2022. Den är inspirerad av boken Spotify inifrån skriven av Sven Carlsson och Jonas Leijonhufvud. Serien är en fiktionaliserad berättelse om hur den svenska musikstreamingstjänsten Spotify grundades.
Serien hade premiär på streamingtjänsten Netflix den 13 oktober 2022. Christian Hillborg vann Kristallen 2023 som årets manliga huvudroll för sin roll i serien.

## Rollista (i urval)
- Edvin Endre – Daniel Ek
- Christian Hillborg – Martin Lorentzon
- Gizem Erdogan – Petra Hansson
- Ulf Stenberg – Per Sundin
- Joel Lützow – Andreas Ehn
- Janice Kavander – Bobbi Thomasson (fiktiv person)
- Valter Skarsgård – Peter Sunde
- Krister Kern – Felix Hagnö
- Sofia Karemyr – Stephanie Dahlgren
- Severija Janušauskaitė – Maxine Silverson
- Sam Hazeldine – Ken Parks
- Ella Rappich – Sophia Bendz
- Félice Jankell – Sofia Levander
- Jonatan Bökman – Gunnar Kreitz
- Benjamin Löfquist – Fredrik Neij